# هيروشي ياغي
هيروشي ياغي (باليابانية: 八木裕؛ بالكانا: やぎ ひろし) هو لاعب كرة قاعدة ياباني، ولد في 8 يونيو 1965 في تامانو في اليابان.

## وصلات خارجية
- هيروشي ياغي على موقع الدوري الياباني لكرة القاعدة (الإنجليزية)
- هيروشي ياغي على موقعبيزبول رفرنس.كوم (الدوري الثانوي) (الإنجليزية)